# Dave Gahan
Dave Gahan (* 9. května 1962 v Eppingu, rodným jménem David Callcott) je hlavní zpěvák britské elektronické hudební skupiny Depeche Mode. Vedle působení v této skupině vydal také několik sólových alb a projektů.

## Životopis
Narodil se v roce 1962 v anglickém Eppingu jako druhé dítě v dělnické rodině. Jeho otec, řidič autobusu, však již půl roku poté od rodiny odešel. Matka Sylvia se později vdala za Jacka Gahana. Měla s ním další dva syny, v roce 1972 však zemřel. Teprve poté se Dave dozvěděl pravdu o svém skutečném otci a tato zpráva ho silně zasáhla.
Problematická rodinná situace se podepsala i na Gahanově dospívání, během něhož se několikrát ocitl za mřížemi. Odešel ze školy a vyzkoušel různá zaměstnání, ale nikde dlouho nevydržel. Byl fanouškem punku, Davida Bowieho a Damned.

## Hudební kariéra
Volný čas s oblibou trávil v barech a v hudebních klubech. Sám zkoušel hrát a zpívat. Při jednom takovém vystoupení (zpívajíc „Heroes“ od Davida Bowieho) si ho v roce 1980 všiml Vince Clarke a zlákal jej do své skupiny Composition of Sound, kde působil spolu s Martinem Gorem a Andrewem Fletcherem. Gahan byl všude středem pozornosti, stýkal se a znal se řadou lidí, kteří mohli v té době skupině pomoci kupředu.

### Depeche Mode (1980–současnost)

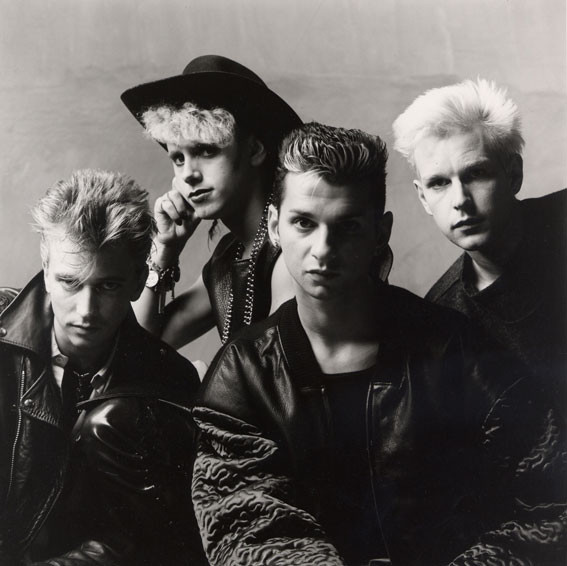
Depeche Mode v roce 1985

Byl to právě Gahan, kdo vymyslel název „Depeche Mode“. Jednou listoval francouzským magazínem Dépêche-mode, který mu dodal inspiraci, a který můžeme přeložit jako „módní aktuality“ nebo doslova jako „depeše módních zpráv“. Gahan se brzy stal uznávaným frontmanem skupiny, která začala koncertovat po klubech ve Spojeném království i v zahraničí. Gahan zůstal i přes různé personální změny jedním ze tří klíčových členů skupiny.
Po smrti Andrewa Fletchera zůstal spolu s Martinem Gorem jediným stávajícím členem skupiny.

### Sólové projekty (2003–současnost)
V roce 2003 vydal Gahan své první sólové album Paper Monsters, na které navazovalo stejnojmenné koncertní turné. Následovalo album Hourglass (2007), které zaznamenalo spíše vlažnou reakci. Gahan spolupracuje také s řadou hudebníků a projektů, jako jsou Soulsavers nebo Goldfrapp.

## Osobní život

### Drogová závislost

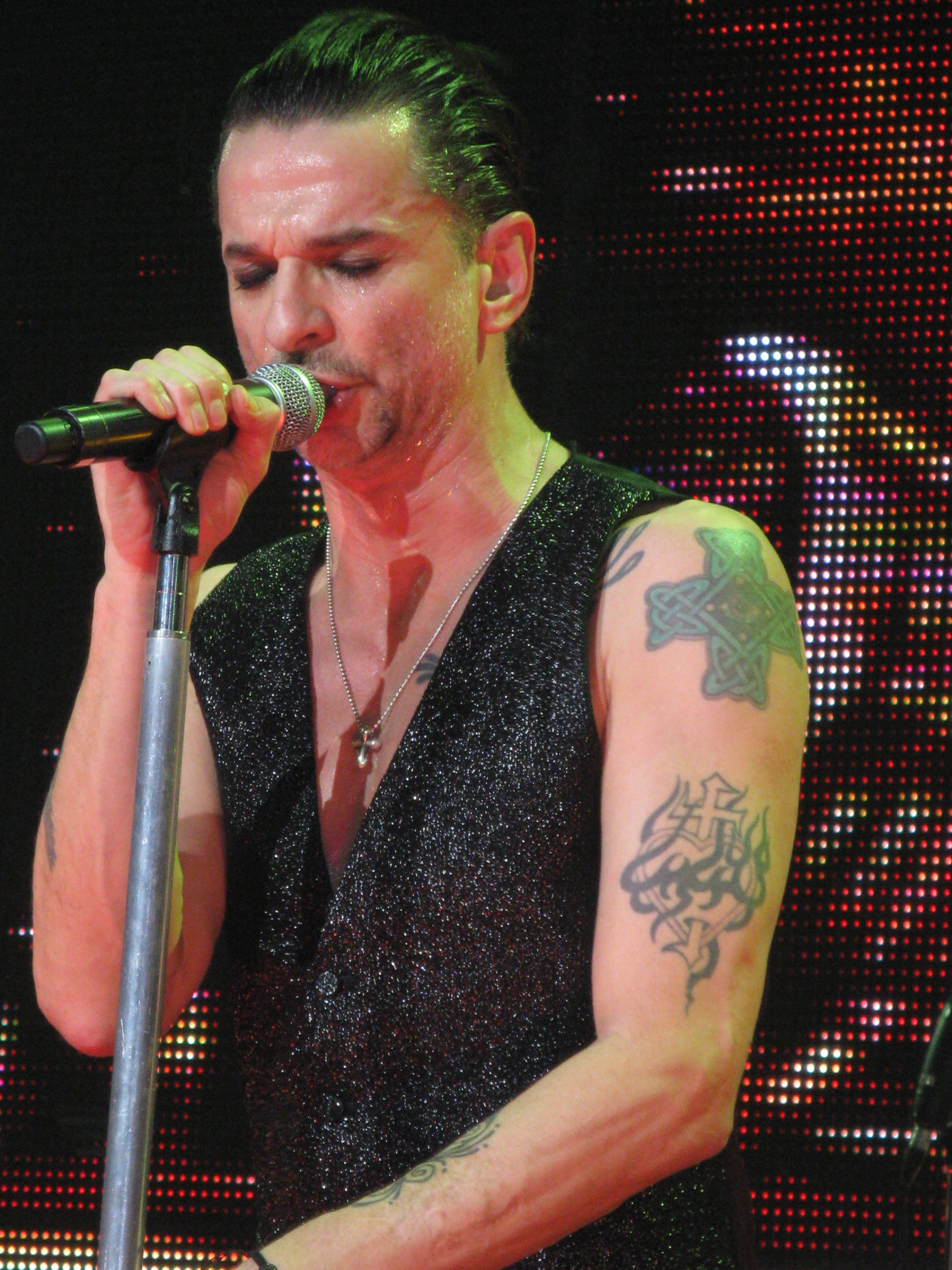
Dave Gahan při vystoupení v roce 2010

Jeho osobní život postupně začaly narušovat drogy. V roce 1990 se odstěhoval do Los Angeles v USA, kde však drogám propadl úplně. Deprese a zběsilý životní styl vyústily v pokus o sebevraždu v roce 1995, kdy si podřezal žíly a skončil v nemocnici. V květnu 1996 se na hotelovém pokoji v Los Angeles předávkoval směsí kokainu a heroinu tzv. „Speedballem“ a byl dokonce dvě minuty klinicky mrtvý. Po resuscitaci a následném propuštění z nemocnice byl navíc obviněn za držení drog a soud mu nařídil léčení.
Poté změnil svůj životní styl a přestal brát drogy. Začal se také více angažovat ve skupině; začal psát vlastní texty, rozvíjel také sólové projekty. Roku 2009 mu byla diagnostikován nádor v močovém měchýři. Podstoupil několik operací, nádor byl nakonec úspěšně odstraněn.

### Vztahy a děti

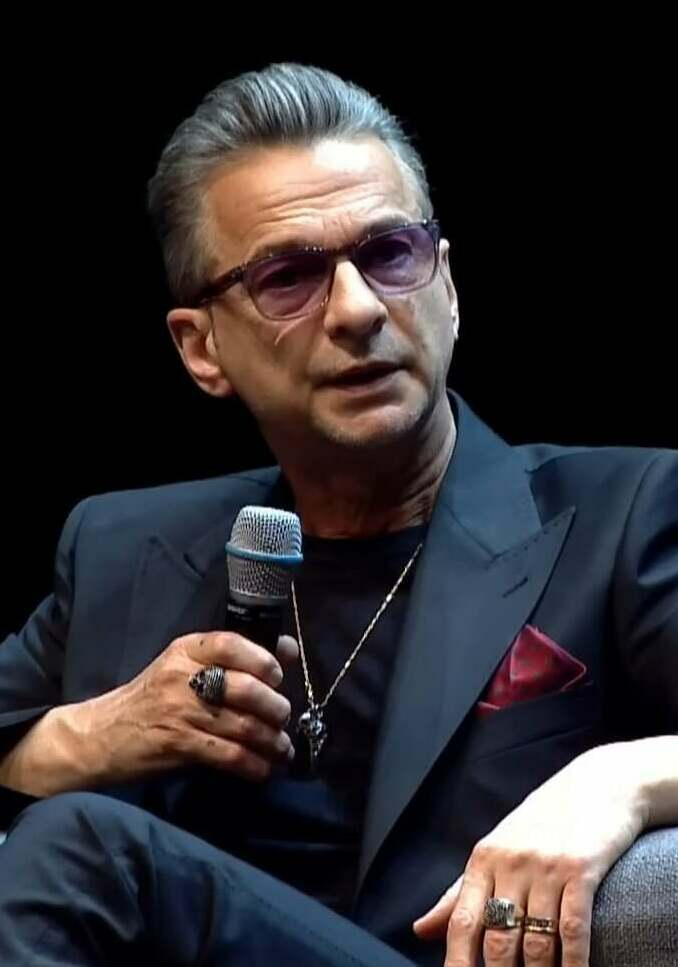
Dave Gahan v roce 2022

V srpnu 1985 se Gahan oženil se svou dlouholetou přítelkyní Joanne Fox a v roce 1987 se jim narodil syn Jack. V roce 1990 se rozvedl, roku 1992 se oženil s Teresou Conroy, s níž se rozvedl v roce 1996. Roku 1999 se oženil s Jennifer Sklias, se kterou žije dosud. 29. července 1999 se jim narodila dcera Stella Rose. Mezi jeho oblíbené interprety patří mimo výše zmíněné například Led Zeppelin, Jane's Addiction, Nirvana, nebo The Rolling Stones.